# Hof Kulbrock

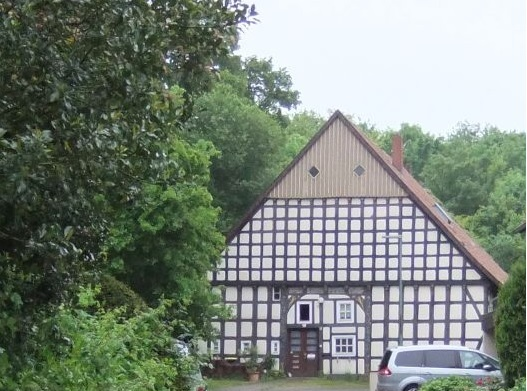
Der noch intakte Hof Kulbrock vor dem Abbruch (2014)

Hof Kulbrock war der Name eines 1783 erbauten westfälischen Bauernhauses in Bielefeld-Brackwede, Von-Möller-Str. 23a. Teile des Gebäudes waren in der Liste der Baudenkmäler im Stadtbezirk Bielefeld-Brackwede eingetragen, das Haus wurde dennoch abgebrochen.

## Geschichte
Es handelte sich um ein typisch westfälisches, großes Vierständer-Deelenhaus mit mittigem Eingangstor. Die Giebelfassade hatte eine ungewöhnlich große Breite von 22 Gefachen und war sechsfach verriegelt. Die über Knaggen leicht vorkragende Giebelspitze war senkrecht verschalt. Später wurde das Eingangstor bis auf eine Tür und drei Fenster mit Fachwerkmauerwerk geschlossen.
Die letzten Privateigentümer stifteten das Gebäude an die Stadt Bielefeld mit den Auflagen einer sozialen Nutzung des Hauses. Im Juni 2002 verkaufte die Stadt das Grundstück an die überwiegend städtische BGW Bielefelder Gesellschaft für Wohnen und Immobiliendienstleistungen, ohne die oben genannten Auflagen. Anfang 2017 wurde bekannt, dass die BGW das Gebäude abreißen will, um das Grundstück für sozialen Wohnungsbau zu nutzen. Daraufhin beantragten Anwohner von Kulbrocks Hof das Haus insgesamt als Einzeldenkmal in die Liste der Baudenkmäler einzutragen. Auch der Bielefelder Denkmalverein forderte eine Neubewertung des Fachwerkhauses von 1783. Dennoch wurde dem Abbruchantrag stattgegeben mit der Auflage, lediglich die durch Inschriften und Schnitzereien verzierten Torbalken zu erhalten. Die BGW schenkte daraufhin die Balken dem Modeunternehmer Volker Bessmann.
Gegen den Abbruch erhob sich erheblicher Protest aus der Bürgerschaft. Die Interessengemeinschaft Bauernhaus, der Bielefelder Denkmalverein und der Heimatverein Brackwede wandten sich mit einer Petition an den Landtag Nordrhein-Westfalen, um eine Neubewertung hinsichtlich der Denkmalwürdigkeit des Hofes zu erreichen. Dieser lehnte jedoch den Antrag mit der Begründung ab: „Aufgrund der starken Veränderung der Bausubstanz des Hauses und seiner Umgebung erscheint eine Eintragung des Objektes in die Denkmalliste nicht sinnvoll. Das Verhalten und der Meinungsbildungsprozess der unteren Denkmalbehörde sind nicht zu beanstanden.“
2018 ließ Bessmann das Gebäude vollständig zerlegen und auf sein 20 km entferntes Grundstück im Industriegebiet von Marienfeld (Harsewinkel) transportieren und dort zum Teil wieder aufbauen. Auf dem alten Hofgelände ließ die BGW zwei Mehrfamilienhäuser mit 19 Sozialwohnungen errichten.

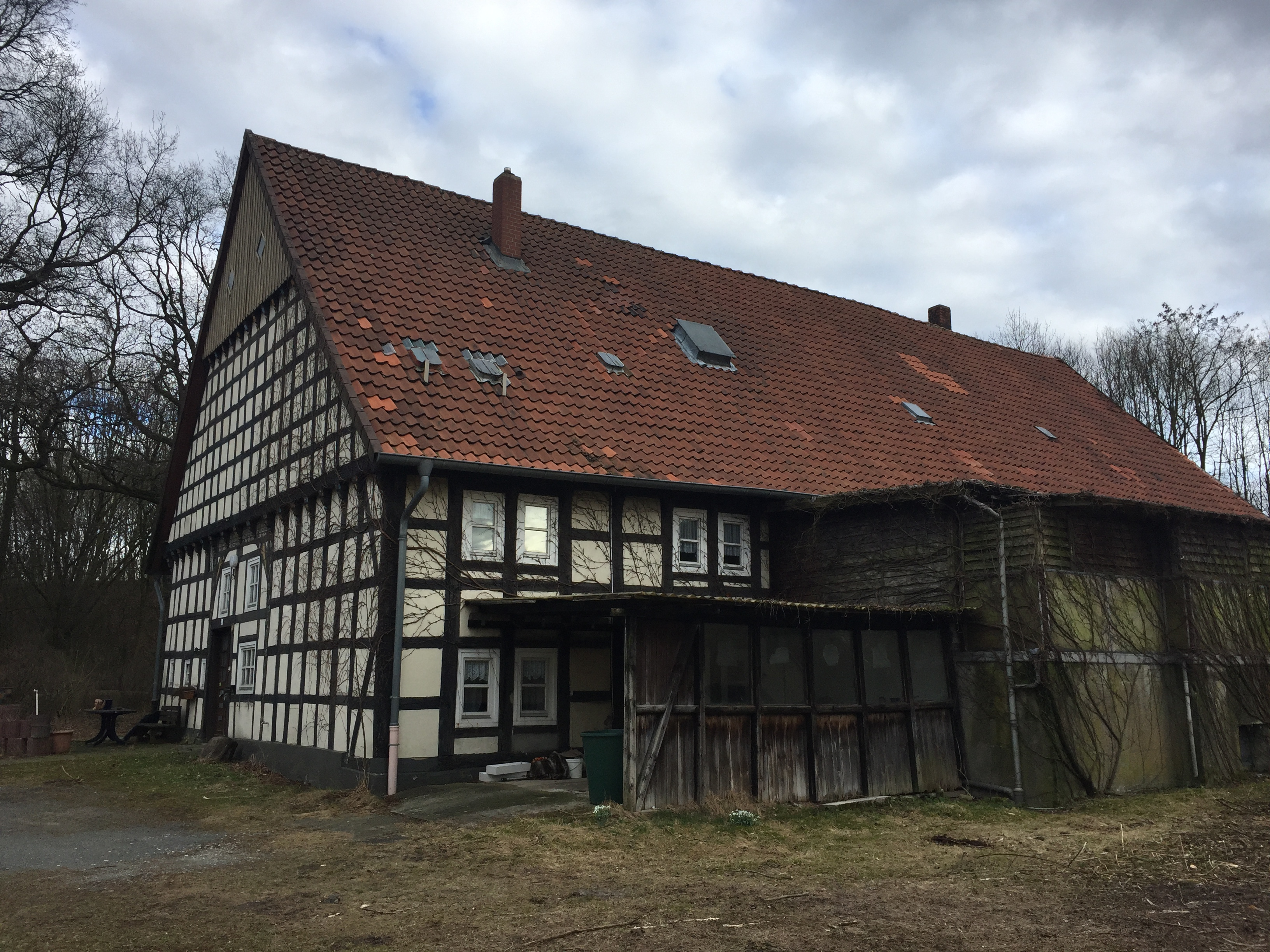
Hof Kulbrock im März 2017, nach der Rodung des Grundstücks.
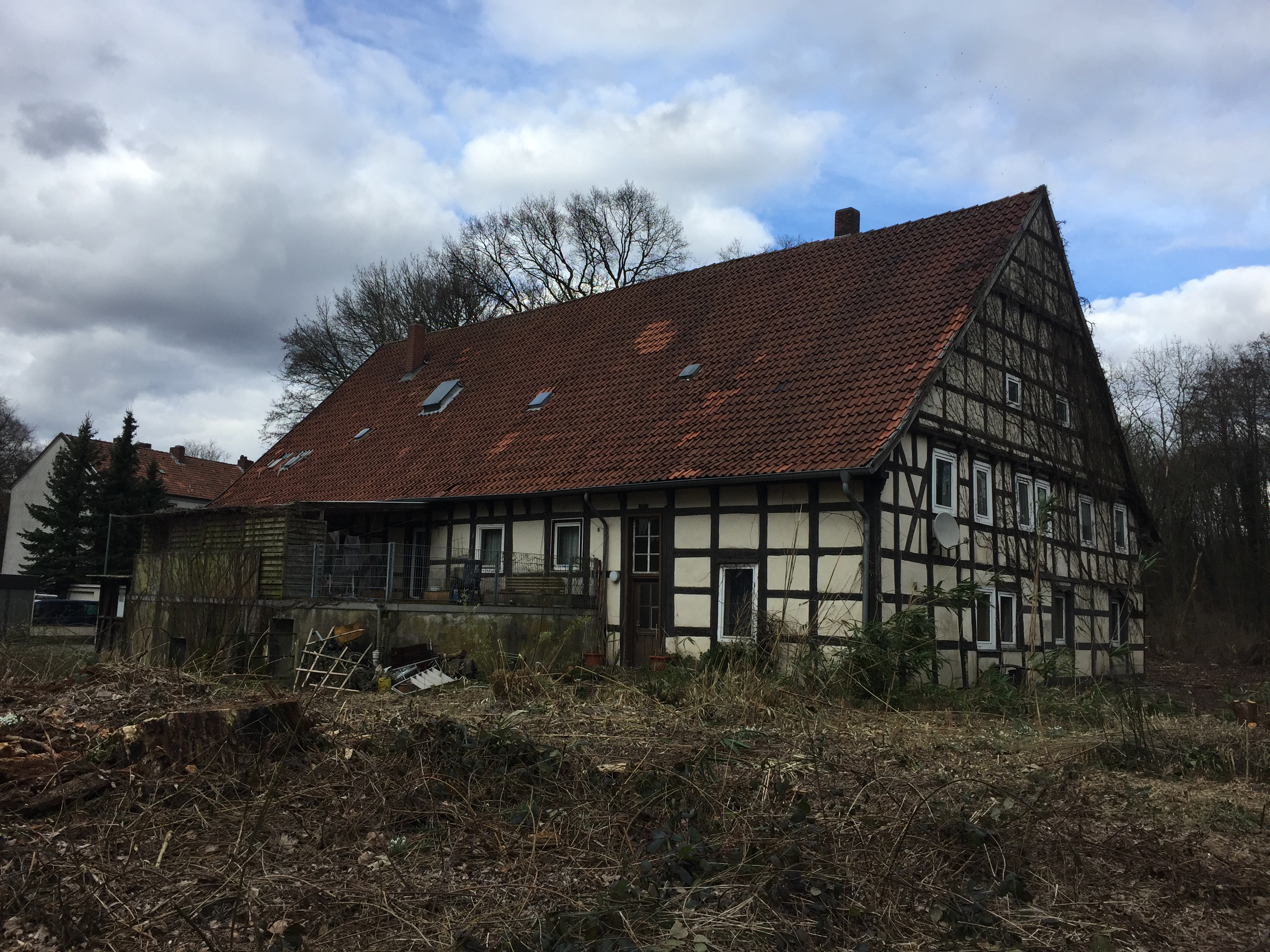
Hof Kulbrock im März 2017, nach der Rodung des Grundstücks.
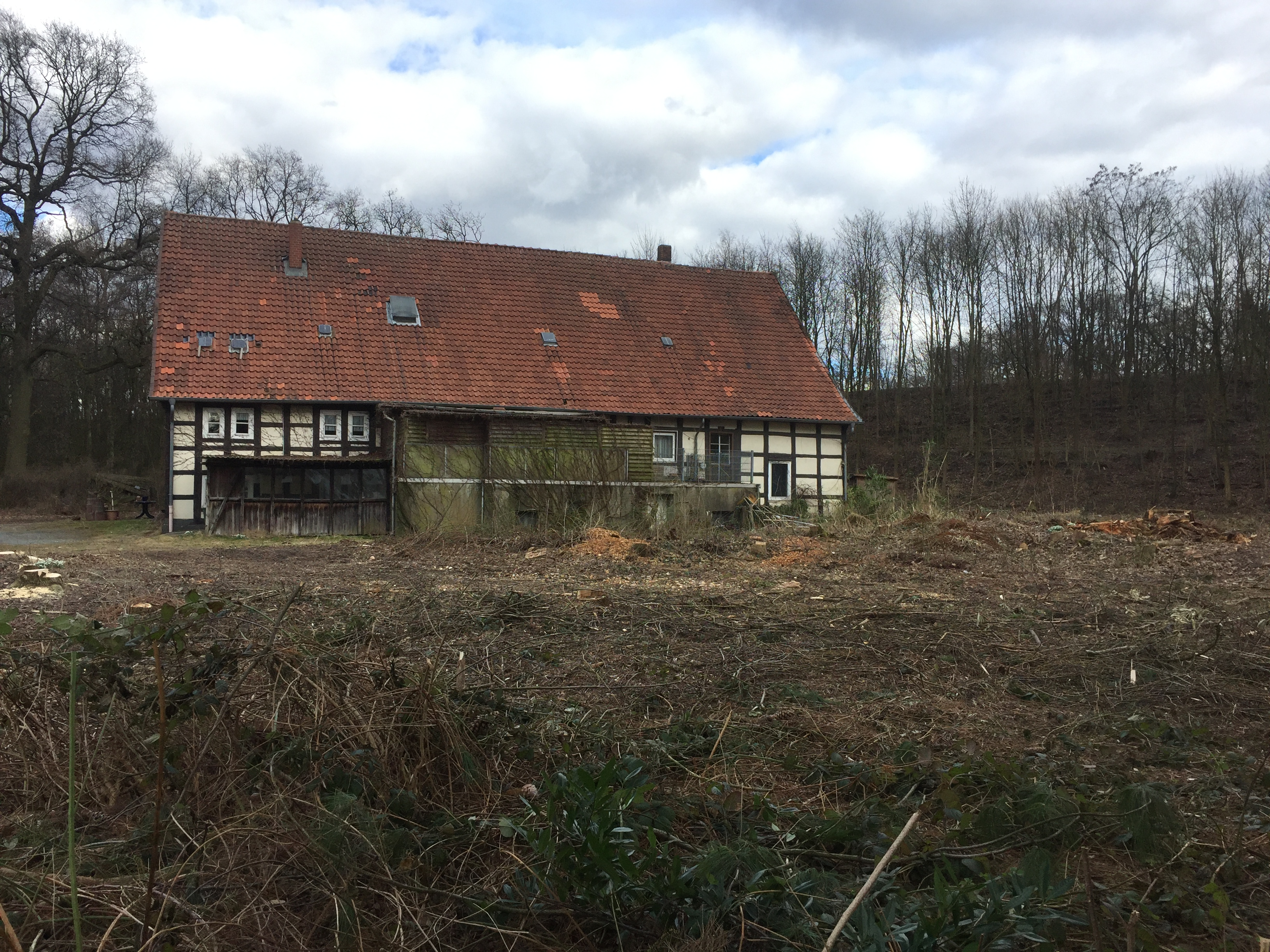
Hof Kulbrock im März 2017, nach der Rodung des Grundstücks.
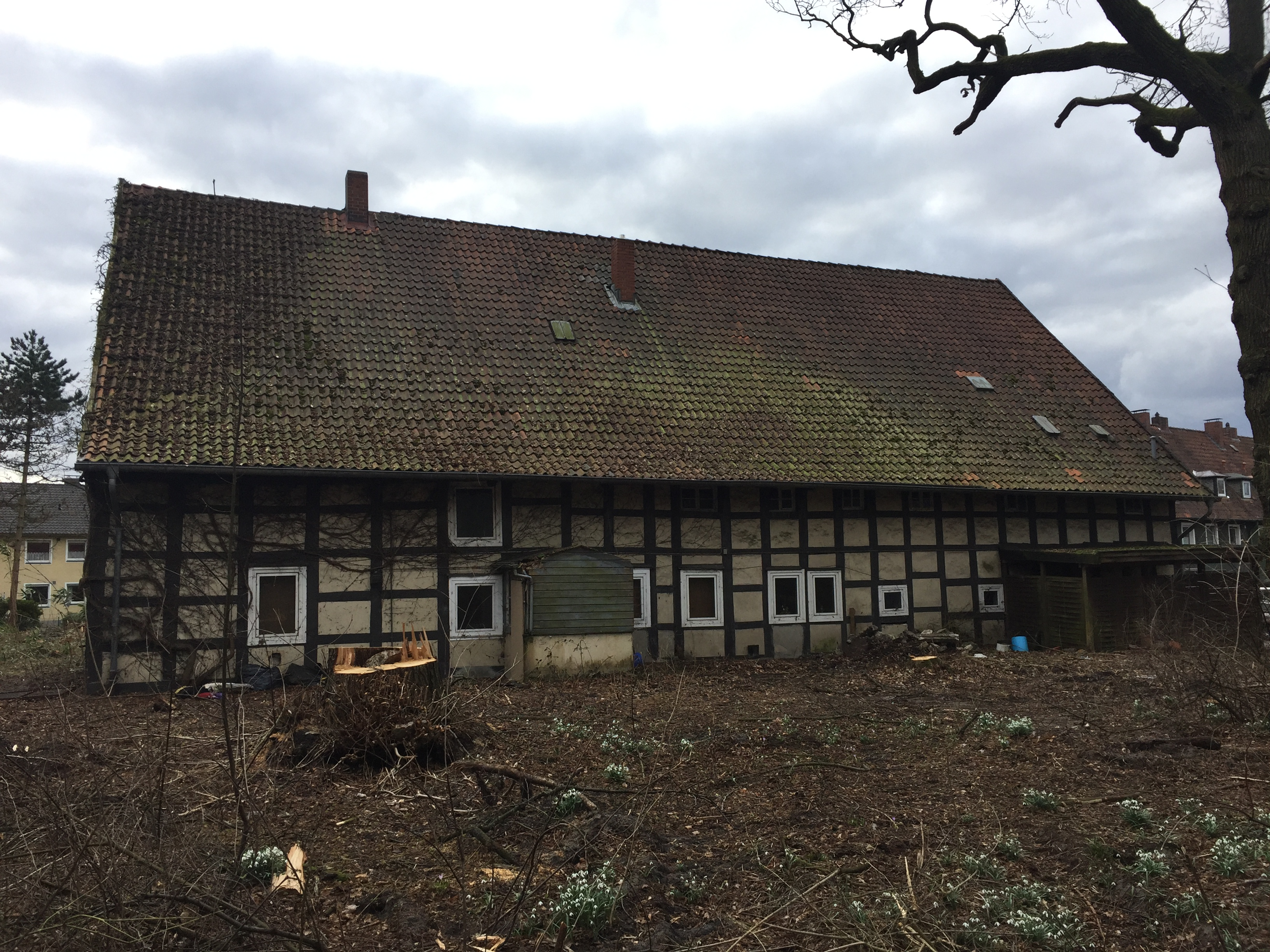
Hof Kulbrock im März 2017, nach der Rodung des Grundstücks.
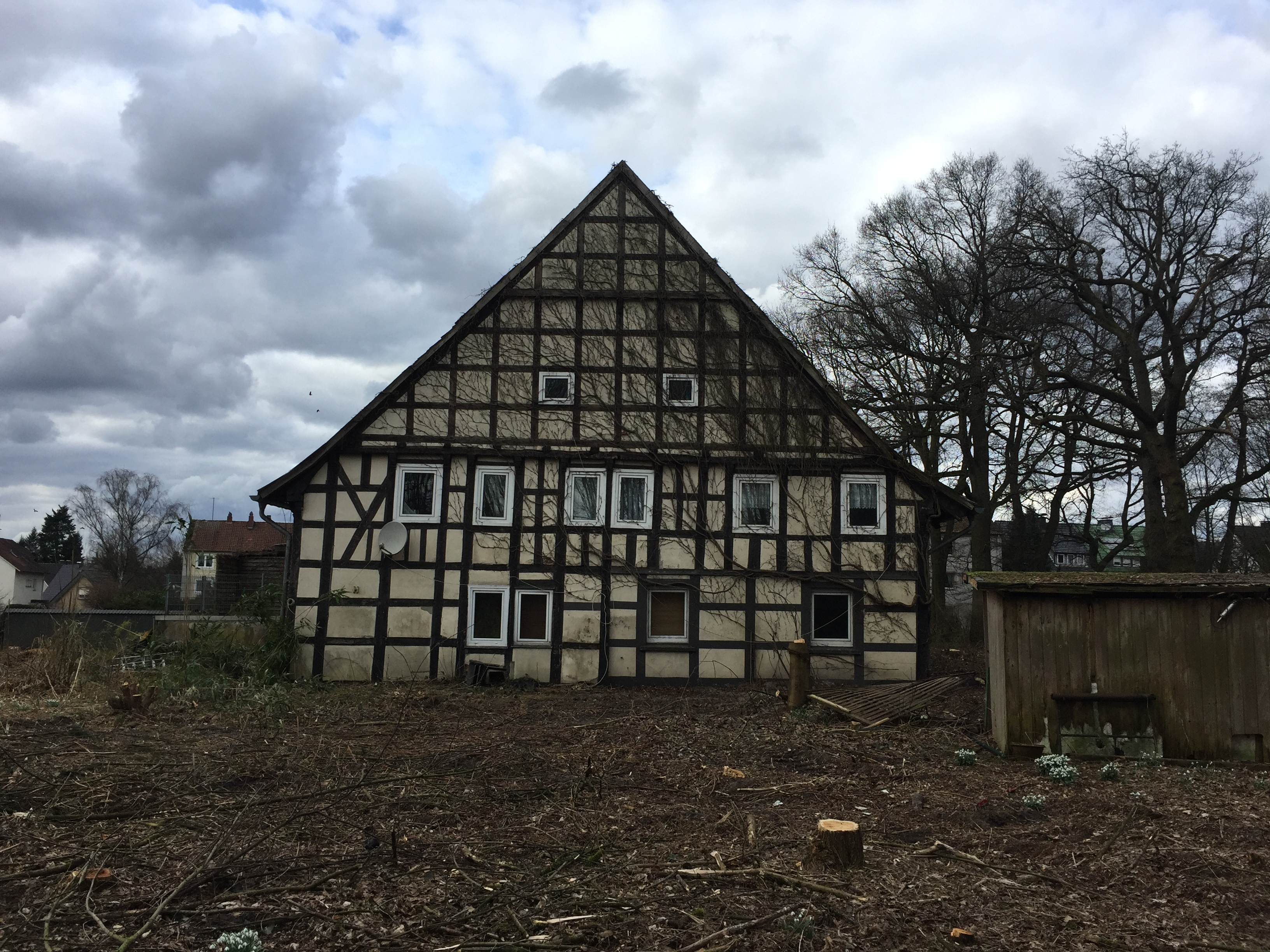
Hof Kulbrock im März 2017, nach der Rodung des Grundstücks.